# チョン・ヨビン
チョン・ヨビン（朝: 전 여빈、1989年7月26日 - ）は、韓国の女優。江原道江陵市出身。マネジメントmmm所属。同徳女子大学校卒業。

## 来歴
1989年7月26日、江原道江陵市京洞にて2男1女の第2子として生まれる。2015年、ソウル国際女性映画祭のトレーラーに登場したことをきっかけに、女優のムン・ソリが監督・脚本を務めた映画『女優は今日も』内の「最高の監督」に出演。2017年に釜山国際映画祭で初公開された映画『罪深き少女』に主演し、第56回大鐘賞新人女優賞、第24回春史大賞映画祭新人女優賞、第22回釜山国際映画祭今年の俳優賞、第43回ソウル独立映画祭独立スター賞、第19回釜山映画評論家協会賞新人演技者賞などを受賞して注目された。
2021年7月、J,WIDEカンパニーから新設事務所マネジメントmmmへの移籍を発表。

## 出演
※太字は主演

### 映画
- 背徳の王宮（2015年） - 王妃の観相師 役
- 最高の監督（2015年） - イ・ソヨン 役
- 바라던 바다（2015年） - ジョンスン 役
- 망（2015年）
- 용녀（2015年） - ヨンニョ 役
- 密偵（2016年） - 妓生4 役
- 우리 손자 베스트（2016年） - ティファニー 役
- 예술의 목적（2016年） - ヌリ 役
- 언니가 죽었다（2016年） - ウジュ 役
- 여자들（2017年） - ヨビン 役
- 女優は今日も（2017年） - イ・ソヨン 役
- メリークリスマス、ミスターモ（2017年） - ジャヨン 役
- 童僧（2017年） - 女 役
- 少女（2017年） - ヨンヒ 役
- 人狼（2018年） - 化粧品広告モデル 役
- 世宗大王 星を追う者たち（2019年） - サイム 役
- シークレット・ジョブ（2020年） - キム・ヘギョン 役
- 楽園の夜（2021年） - ジェヨン 役
- ハルビン（2024年） - コン夫人 役

### ドラマ
- 사사롭지만 좋은 날2（2017年、NAVER TV） - ジュヒ 役 ※ウェブドラマ
- 君を守りたい〜SAVE ME〜（2017年、OCN） - ホン・ソリン 役
- 私たちの愛が始まった瞬間たち（2017年、YouTube） ※ウェブドラマ
- ライブ ～君こそが生きる理由～（2018年、tvN） - ヨンジェ 役 ※特別出演
- 恋愛体質〜30歳になれば大丈夫（2019年、JTBC） - イ・ウンジョン 役
- ヴィンチェンツォ（2021年、TvN） - ホン・チャヨン 役
- グリッチ -青い閃光の記憶-（2022年、Netflix） - ホン・ジヒョ 役
- 恋の株価は上昇中!?（2022年、KNTV） - イェリム 役[6]
- いつかの君に（2023年、Netflix） - ハン・ジュニ / クォン・ミンジュ 役

### ミュージックビデオ
- ジコ「傲慢と偏見」（2015年）
- ブラウンアイドソウル（朝鮮語版）「Home」（2015年）
- チャンユ（朝鮮語版）「ソルジ（Hukky Shibaseki Remix）」（2016年）
- VOISPER「夏風邪」（2016年）
- イ・スンファン（朝鮮語版）「ひたすらみなアンニョン」（2016年）
- OKDAL（朝鮮語版）「大人になる時間」（2017年）
- Solid「Into the Light」（2018年）
- ユン・ジョンシン（朝鮮語版）「別れのトーク」（2018年）
- MSGワナビー（朝鮮語版）「眺めてみる」「僕を知っている人」（2021年）

## 受賞歴
- 第22回釜山国際映画祭 - 今年の俳優賞（2017年、『罪深き少女』）
- 第43回ソウル独立映画祭 - 独立スター賞（2017年、『罪深き少女』）
- 第7回マリ・クレール映画祭 - ルーキー賞（2018年、『罪深き少女』）
- 第19回釜山映画評論家協会賞 - 新人女性演技賞（2018年、『罪深き少女』）
- 第7回大韓民国ベストスター賞 - ベスト新人賞（2018年、『罪深き少女』）
- CINE21映画賞 - 今年の新人女性俳優賞（2018年、『罪深き少女』）
- CGVアートハウス選定 - 今年の特別賞（2019年、『罪深き少女』）
- 第10回今年の映画賞 - 発見賞（2019年、『罪深き少女』）
- 第24回春史大賞映画祭 - 新人女優賞（2019年、『罪深き少女』）
- 第28回釜日映画賞 - 女性新人演技賞（2019年、『罪深き少女』）
- 第56回大鐘賞 - 新人女優賞（2020年、『罪深き少女』）
- 第6回アジア・アーティスト・アワード - ベストアーティスト賞（2021年）